# Parthenstein
Parthenstein é um município da Alemanha, situado no distrito de Leipzig, no estado da Saxônia. Tem 34,96 km² de área, e sua população em 2019 foi estimada em 3.517 habitantes.